# Liste des évêques de Belgique
Cette liste ne couvre que la période de la Belgique indépendante. Tous les diocèses sont ici regroupés car la Belgique forme une province ecclésiastique: dans les grands moments de l'histoire, les évêques de Belgique ont signé collectivement leurs prises de position, il est dès lors utile d'avoir
une vue synchronique qui complète l'ordre de succession.
Le chiffre entre parenthèses qui précède le nom de l'évêque indique son rang dans l'ordre de succession depuis la création du diocèse.

## Archidiocèse de Malines-Bruxelles(1962)
- (12) François-Antoine-Marie de Méan °1756 (1817-1831) +1831
- (13) Engelbert Sterckx °1792 (1832-1867) +1867
- (14) Victor-Auguste Dechamps °1810 (1867-1883) +1883
- (15) Pierre-Lambert Goossens °1827 (1884-1906) +1906
- (16) Désiré-Joseph Mercier °1851 (1906-1926) +1926
- (17) Joseph-Ernest Van Roey °1874 (1926-1961) +1961
- (18) Léon-Joseph Suenens °1904 (1961-1980) +1996
- (19) Godfried Danneels °1933 (1980-2010) +2019
- (20) André-Joseph Léonard °1940 (2010-2015)
- (21) Jozef De Kesel °1947 (2015-2023)
- (22) Luc Terlinden °1968 (2023-...)

### Vicariat de Bruxelles
- (1) Pierre Goossens °1915 (1962-1963) +2005
- (2) Gaston Huynen °1917 (1964-1982) +1984
- (3) Paul Lanneau (de) °1925 (1982-2002) +2017
- (3) Luc De Hovre °1926 (1982-2002) +2009
- (5) Jozef De Kesel °1947 (2002-2010)
- (6) Jean Kockerols °1958 (2011-...)

### Vicariat duBrabant wallon
- (1) Charles Lagasse °1920 (1962-1970) +1989
- (2) Henri De Raedt °1921 (1970-1982) +1987
- (3) Rémy Vancottem °1943 (1982-2010)
- (4) Jean-Luc Hudsyn °1947 (2011-2023)

### Vicariat duBrabant flamand
- (1) Paul Schoenmaeckers °1914 (1962-1986) +1986
- (2) Jan De Bie °1937 (1987-2009)
- (3) Léon Lemmens °1954 (2011-2017) +2017
- (4) Koen Vanhoutte (nl) °1957 (2018-....)

## Diocèse de Liège
- (84) Corneille van Bommel °1790 (1829-1852) +1852
- (85) Théodore-Alexis de Montpellier °1807 (1852-1879) +1879
- (86) Victor-Joseph Doutreloux °1837 (1879-1901) +1901
- (87) Martin-Hubert Rutten °1841 (1901-1927) +1927
- (88) Louis-Joseph Kerkhofs °1878 (1927-1961) +1962
- (89) Guillaume-Marie van Zuylen °1910 (1961-1986) +2004
- (90) Albert Houssiau °1924 (1986-2001)
- (91) Aloys Jousten °1937 (2001-2013) +2021
- (92) Jean-Pierre Delville °1951 (2013-....)

## Diocèse de Namur
- (18) Nicolas-Alexis Ondernard °1756 (1828-1831) +1831
- (19) Jean-Arnold Barrett °1770 (1831-1835) +1835
- (20) Nicolas-Joseph Dehesselle °1789 (1836-1865) +1865
- (21) Victor-Auguste Dechamps °1810 (1865-1867) +1883
- (22) Théodore-Joseph Gravez °1810 (1868-1883) +1883
- (23) Pierre-Lambert Goossens °1827 (1883-1884) +1906
- (24) Édouard-Joseph Belin °1821 (1884-1892) +1892
- (25) Jean-Baptiste Decrolière °1839 (1892-1899) +1899
- (26) Thomas-Louis Heylen °1856 (1899-1941) +1941
- (27) André-Marie Charue °1898 (1941-1974) +1977
- (28) Robert-Joseph Mathen °1916 (1974-1991) +1997
- (29) André-Mutien Léonard °1940 (1991-2010)
- (30) Rémy Vancottem °1943 (2010-2019)
- (31) Pierre Warin °1948 (2019-....)

## Diocèse de Tournai
- (89) Jean-Joseph Delplancq °1767 (1829-1834) +1834
- (90) Gaspar-Joseph Labis °1792 (1835-1872) +1872
- (91) Edmond-Joseph Dumont °1828 (1873-1879) +1892
- (92) Isidore-Joseph Du Rousseaux °1826 (1880-1897) +1897
- (93) Charles-Gustave Walravens °1841 (1897-1915) +1915
- (94) Amédée-Marie Crooij °1869 (1915-1923) +1923
- (95) Gaston-Antoine Rasneur °1874 (1924-1939) +1939
- (96) Louis Delmotte °1892 (1940-1945) +1957
- (97) Étienne Carton de Wiart °1898 (1945-1948) +1948
- (98) Charles-Marie Himmer °1902 (1948-1977) +1994
- (99) Jean Huard °1928 (1977-2002) +2002
- (100) Guy Harpigny °1948 (2003-....)

## Diocèse d'Anvers
Supprimé à la Révolution française, le diocèse d'Anvers fut rétabli en 1962 par détachement de l'archevêché de Malines qui devint l'archevêché de Malines-Bruxelles. Pour les évêques qui précédèrent le concordat, voir la liste des évêques d'Anvers. 
- (20) Jules-Victor Daem (nl) °1902 (1962-1977) +1993
- (21) Godfried Danneels °1933 (1977-1980) +2019
- (22) Paul Van den Berghe °1933 (1980-2008)
- (23) Johan Bonny °1955 (2009-....)

## Diocèse de Bruges
Supprimé à la Révolution française, le diocèse de Bruges fut rétabli peu après l'indépendance belge.
- (18) François-René Boussen °1774 (1834-1848) +1848
- (19) Jean-Baptiste Malou °1809 (1848-1864) +1864
- (20) Jean-Joseph Faict °1813 (1864-1894) +1894
- (21) Pierre de Brabandère °1828 (1894-1895) +1895
- (22) Gustave Waffelaert °1847 (1895-1931) +1931
- (23) Henricus Lamiroy °1883 (1931-1952) +1952
- (24) Émile-Joseph De Smedt °1909 (1952-1984) +1995
- (25) Roger Vangheluwe °1936 (1984-2010)
- (26) Jozef De Kesel °1947 (2010-2015)
- (27) Lodewijk Aerts °1959 (2016-....)

## Diocèse de Gand
- (20) Jean-François Van de Velde °1779 (1829-1838) +1838
- (21) Louis-Joseph Delebecque °1796 (1838-1864)+1864
- (22) Henri Bracq °1804 (1864-1888) +1888
- (23) Henri-Charles Lambrecht °1848 (1888-1889) +1889
- (24) Antoine Stillemans °1832 (1890-1916) +1916
- (25) Émile-Jean Seghers °1855 (1917-1927) +1927
- (26) Honoré Coppieters °1874 (1927-1947) +1947
- (27) Charles Calewaert °1893 (1947-1963) +1963
- (28) Léonce-Albert Van Peteghem °1916 (1964-1991) +2004
- (29) Arthur Luysterman °1932 (1991-2004)
- (30) Luc Van Looy °1941 (2004-2020)
- (31) Lode Van Hecke °1950 (2020-2025)

## Diocèse de Hasselt
Le diocèse de Hasselt a été créé en 1967 par détachement du diocèse de Liège.   
- (1) Joseph Marie Heuschen (de) °1915 (1967-1989) +2002
- (2) Paul Schruers °1929 (1989-2004) +2008
- (3) Patrick Hoogmartens °1952 (2004-....)